# Нельсон, Александр Ильич
Александр Ильич Нельсон — российский психиатр, анестезиолог-реаниматолог, известный тем, что наиболее последовательно поддерживает и развивает в России новое направление медицины, рожденное на стыке психиатрии и анестезиологии-реаниматологии — психореаниматологию. Его усилия направлены на формирование отечественной школы психореаниматологии. Кандидат медицинских наук, доцент кафедры психосоматической медицины факультета повышения квалификации медицинских работников в Российском университете дружбы народов. Заведующий Московским областным центром психореаниматологии на базе Московской областной психиатрической больницы № 23 (г. Наро-Фоминск Московской области).

## Научные заслуги
Сфера научных интересов А. И. Нельсона — психореаниматология, и, в частности, один из её методов — электросудорожная терапия. Занимается этими проблемами с 1982 года. Представляет Российскую Федерацию в международной рабочей группе по электросудорожной терапии Всемирной федерации обществ биологической психиатрии (Task Force on ECT of WFSBP). Член редакционного совета (Editorial Board) ведущего международного журнала по электросудорожной терапии — The Journal of Electroconvulsive Therapy, издающегося в США.
По книге Нельсона «Практическое руководство по электросудорожной терапии» (1995) метод ЭСТ в его современной модификации изучили многие российские врачи. Той же проблеме была посвящена его вторая книга «Электросудорожная терапия в психиатрии, наркологии и неврологии», 2005 г. На базе обычной 400-коечной психиатрической больницы он создал эталонное отделение психореаниматологии, доказав необходимость таких подразделений в каждом психиатрическом стационаре. В диссертации А. И. Нельсона (1999) термин «психореаниматология» впервые прозвучал в официальной российской научной аудитории, и быстро распространился и получил признание в профессиональной среде.
Организованное А. И. Нельсоном отделение стало к настоящему моменту единственным в России местом, где в полном объёме проводится обучение врачей всем разделам психореаниматологии, включая модифицированную ЭСТ, ФИКТ, АКТ.

## Биография и профессиональная деятельность
C 1969 по 1975 учился в Пермском государственном медицинском институте. С 1975 по 1976 проходил интернатуру в области психиатрии в Пермском государственном медицинском институте и Пермской областной психиатрической больнице.
В период с 1982 по 2000 год А. И. Нельсон прошёл 8 курсов повышения квалификации для врачей-психиатров, 4 курса для анестезиологов, 2 курса для специалистов по томографии мозга (ультразвуковой, МРТ и КТ) в ведущих московских институтах.
С 1976 по 1979 год Нельсон работал психиатром в городской психиатрической больнице г. Перми.
C 1979 по 1982 год Нельсон работал в наркологическом диспансере города Стерлитамака заведующим стационарным отделением. В этот период Нельсон начал разрабатывать психореаниматологические подходы к лечению тяжёлых наркологических заболеваний.
С 1982 года по настоящее время А. И. Нельсон работает в Московской областной психиатрической больнице N23, являясь организатором и заведующим Московским областным центром психореаниматологии и интенсивной психиатрии (бывший Московский областной психиатрический консультативно-диагностический центр).
После 2003 года Нельсон также работает доцентом в Московском Университете дружбы народов, факультет повышения квалификации медицинских работников, кафедра психосоматической медицины.
Руководит коллективом из 25 человек.
Имеет более 50 опубликованных научных работ, две монографии — «Практическое руководство по ЭСТ», 1995, и «ЭСТ в психиатрии, неврологии и наркологии», 2005.
Тема кандидатской диссертации: Клинико-организационная модель отделений интенсивной терапии и реаниматологии в структуре психиатрических больниц. М., 1999.